# Circus dossenus
El aguilucho mimo o aguilucho torcaz (Circus dossenus) es un accipítrido extinto que vivió en Hawái durante el Holoceno . Este pequeño aguilucho de alas cortas habitaba los bosques de Molokai y Oahu, donde se entiende que cazaba pequeños pájaros e insectos.

## Descubrimiento y taxonomía
En 1981, Helen F. James y su esposo Storrs L. Olson descubrieron los restos de un ave que creían que era un Accipiter, con base en sus proporciones. Esta identificación errónea también se debió al material deficiente, que constaba pocos huesos. Finalmente rechazaron su identificación en 1991 tras el examen de varios otros registros subfósiles del ave, finalmente la colocaron en el género Circus. Le dieron un nombre específico, dossenus, explicando la decisión de tal manera: “Latín, dossenus, un payaso o bufón, sin el cual no se puede tener un circo; especialmente aplicable aquí porque la especie inicialmente nos engañó en cuanto a su ubicación genérica”. Señalaron que la amplia extensión global de Circus respaldaría esta ubicación y agregaron que hubo avistamientos de aguilucho norteño en Hawái, por lo que la evolución de una especie hawaiana de aguiluchos parecería plausible.

## Descripción
Comparada con las especies existentes del género Circus, el aguilucho de mimo era el más pequeño. Tenía alas más bien cortas pero patas comparablemente largas, incluso superando la talla del pequeño aguilucho pío o el aguilucho cenizo.

## Hábitat
El aguilucho mimo vivía en los bosques hawaianos, donde cazaba pequeñas aves, como las varias especies de mieleros, y tal vez insectos grandes; ya que no existían mamíferos terrestres antes de la llegada de los pueblos polinésicos a Hawái. Debido a su hábitat, atípico para los aguiluchos, y a la pequeña talla de sus presas, desarrolló alas más cortas y un cuerpo más pequeño (más parecido a un Accipiter o a los búhos zancudos Grallistrix), la especie representa un claro caso de enanismo insular . 

## Distribución
Presuntamente, el aguilucho se veía restringido a las islas de Oahu y Molokai, ya que no hay restos óseos ni registros nativos de las otras islas hawaianas. Se cree que su extinción fue traída por la degradación del hábitat y la introducción de la rata del Pacífico y el cerdo por parte de los primeros polinesios. Entendemos que el aguilucho torcaz era un criador terrestre, la aparición de estos animales afectaría gravemente a su capacidad de eclosionar huevos.